# Catherine King
Catherine King (ur. 2 czerwca 1966 w Melbourne) – australijska polityk, członkini Australijskiej Partii Pracy (ALP). Od 2001 posłanka do Izby Reprezentantów. W 2013 była członkinią krótkotrwałego drugiego gabinetu Kevina Rudda jako minister regionalnej Australii, samorządów lokalnych i terytoriów.

## Życiorys

### Kariera zawodowa
Jest absolwentką studiów licencjackich dla pracowników społecznych na RMIT University oraz politologicznych studiów magisterskich na Australian National University. W latach 1988–1992 pracowała w miejskim ośrodku pomocy dzieciom i rodzinie w Ballarat. W 1993 była krótko asystentką federalnego wiceministra zdrowia, a następnie pracowała we wspólnym, australijsko-nowozelandzkim urzędzie ds. bezpieczeństwa żywności. W latach 1997–1999 była wicedyrektorem, a następnie dyrektorem departamentu zdrowia publicznego w federalnym ministerstwie zdrowia. W 1999 przeszła do sektora prywatnego i związała się z firmą doradczą KPMG.

### Kariera polityczna
W 2001 po raz pierwszy została wybrana do Izby Reprezentantów jako kandydatka ALP w okręgu wyborczym Ballarat. W latach 2010–2013 zajmowała szereg stanowisk na szczeblu wiceministra, zajmując się m.in. kwestiami zdrowia i osób starszych, infrastruktury i transportu, a także samorządów lokalnych i terytoriów. Gdy na przełomie czerwca i lipca 2013 Kevin Rudd po raz drugi w swej karierze został premierem Australii, awansował ją do składu gabinetu. We wrześniu 2013 ALP przegrała wybory i choć King zachowała swój mandat parlamentarny, od tego czasu pozostaje posłanką opozycji.